# Poljane pri Primskovem
Poljane pri Primskovem este o localitate din comuna Šmartno pri Litiji, Slovenia, cu o populație de 24 de locuitori.